# چهل و پنج نفر (رمان)
چهل و پنج نفر یا تفنگداران چهل و پنج‌گانه
(انگلیسی: The Forty-Five Guardsmen) رمانی تاریخی اثر الکساندر دوما به زبان فرانسوی است.
نوشتن این رمان برای دوما به مدت یک‌سال از سال ۱۸۴۷ تا ۱۸۴۸ به‌طول انجامید. در تدوین این رمان، آگوسته ماکوت با دوما همکاری کرد. وقایع این داستان در طول سال ۱۵۸۵ و ۱۵۸۶ و جنگ‌های مذهبی فرانسه اتفاق میفتند. این رمان، سومین اثر از سه‌گانه ماجراهای دودمان والوآ است و دنباله اتفاقات به‌وقوع پیوسته در دو رمان قبل، یعنی ملکه مارگو و بانوی مونسورو می‌باشد. همچنین در این رمان، شخصیت چیکوت، دلقک دربار نیز حضور دارد.
این رمان، داستان تلاش دایان دو مریدور برای انتقام از دوک دانژو به خاطر خیانت او به بوسی دامبوس را روایت می‌کند.
این داستان دربارهٔ چهل و پنج نگهبان از طبقه پایین‌تر از اشراف است که توسط ژان لوئیس دو نوگارت د لاوالت، دوک اپرنون به پادشاهی آنری سوم فرستاده می‌شوند تا از او در بحبوحه جنگ آن زمان، محافظت کنند.
این نگهبانان، مورد اعتماد دوک اپرنون بودند.
ماجرای رمان مربوط به سیزده سال بعد از کشتار خونین سن‌بارتلمی و ده سال از پادشاهی آنری سوم می‌باشد که پادشاه در این داستان، مشغول آرام‌سازی دسیسه‌ها و اختلافات سیاسی و مذهبی درون کشور است و پادشاهی را برای خاتمه دادن به این اختلافات، تقسیم می‌کند.
دوما در برخی از قسمت‌های رمان، از قوه تخیلش استفاده کرده‌است و برخی وقایع اتفاق افتاده، از لحاظ تاریخی حقیقت ندارند. برای مثال به تسخیر درآوردن کئور توسط آنری (که در واقع در سال ۱۵۸۰ رخ داده بود)، حمله به آنتورپ (که دوما تاریخ واقعی آن را عوض کرد و در رمان، این حمله از سال ۱۵۸۳ تا ۱۵۸۵ یا ۱۵۸۶ به‌طول می‌انجامد) و ویلیام خاموش (که در واقع او در سال ۱۵۸۴ به قتل رسید) و همچنین دوک آنژو (که از نظر تاریخی، در سال ۱۵۸۴ بر اثر سل درگذشت اما دوما نشان می‌دهد که او با تشویق ویلیام، برای تسخیر تاج و تخت کشورهای پست‌تر به طمع میفتد و پیش‌بینی کوم رجیری در رمان ملکه مارگو به واقعیت می‌پیوندد). همچنین دوما گوشه‌گیری و منزوی گشتن آنری دوبوشاژ برای تبدیل شدن به یک کاپوسن را نتیجه سردی او می‌بیند اما واقعیت آن است که گوشه‌گیری دوبوشاژ، نتیجه غم از دست دادن همسرش بود و این کار را به‌دلیل اندوه ناشی از آن انجام می‌داد.